# 長野県道267号オコシ宮ノ越停車場線

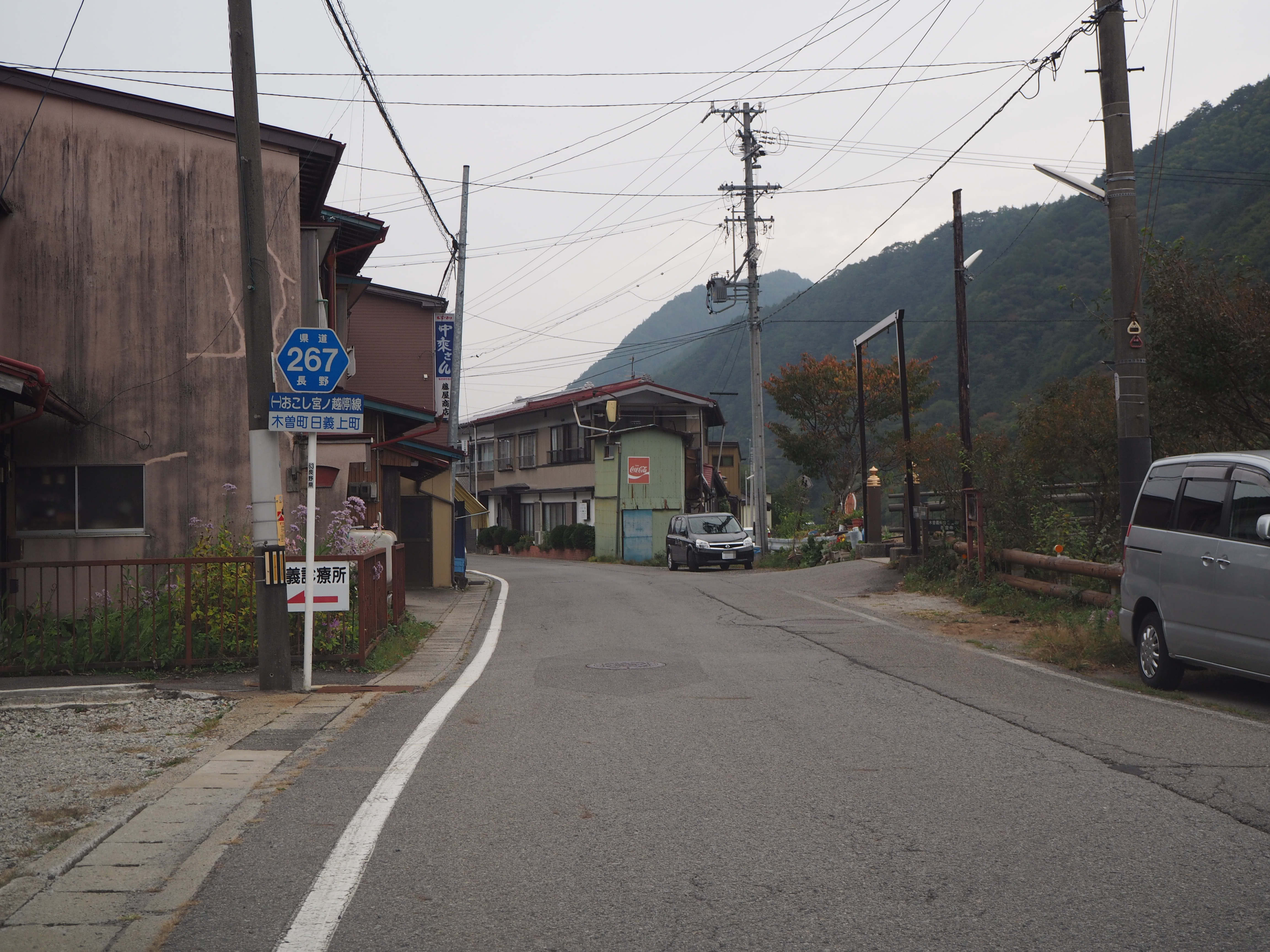
長野県道267号オコシ宮ノ越停車場線（宮ノ越駅付近、2015年10月）

長野県道267号オコシ宮ノ越停車場線（ながのけんどう267ごう オコシみやのこしていしゃじょうせん）は、長野県木曽郡木曽町日義の国道19号交点と中央本線宮ノ越駅を結ぶ一般県道。

## 概要

### 路線データ
- 起点：木曽郡木曽町大字日義字オコシ（国道19号交点）
- 終点：木曽郡木曽町大字日義字宮ノ越（中央本線宮ノ越駅）

## 接続・交差する道路
- 国道19号（起点）
- 長野県道259号宮ノ越停車場線（終点）